# LZ 14 'L1'

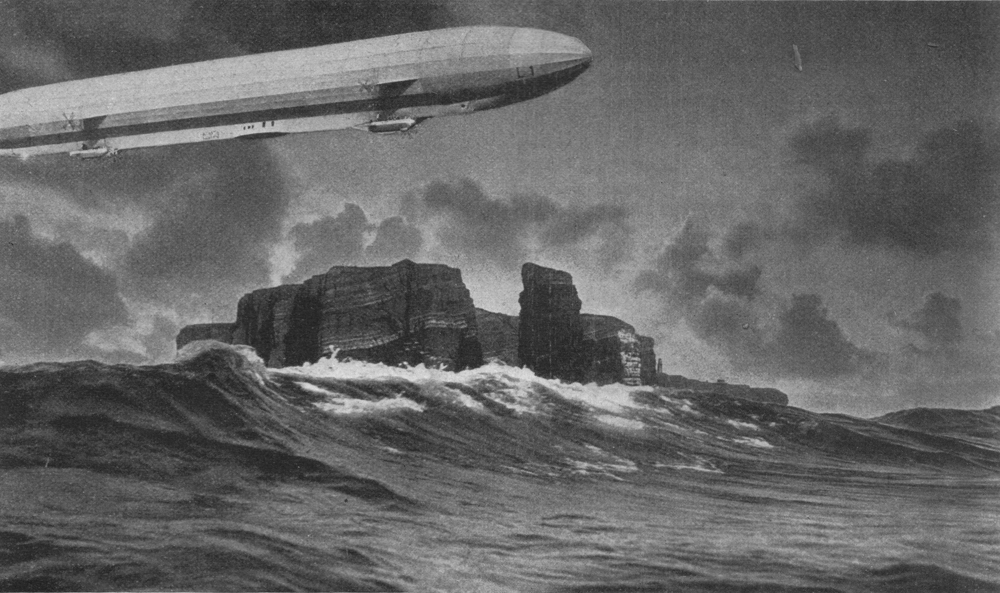
Bij Helgoland circa 1913

De LZ14 (L1) was het eerste luchtschip van de Duitse marine. Het maakte zijn eerste vlucht op 7 oktober 1912. Het luchtschip werd in de Noordzee gedrukt tijdens een onweer op 9 september 1913, waarbij 14 bemanningsleden omkwamen. Dit was het eerste ongeluk met een zeppelin waarbij doden vielen.